# Liga de Fútbol Enterprise
La Enterprise Football League (en chino tradicional, 企業足球聯賽), llamada Fubon Enterprise Football League (en chino tradicional, 富邦企業足球聯賽) por razones de patrocinio, fue la primera división de fútbol en la República de China, la cual era organizada por la Asociación de Fútbol de China Taipéi.

## Historia
La liga fue creada en el año 1982 con el nombre National Football League (en chino tradicional, 全國足球聯賽) como una liga de fútbol semi-profesional luego de la popularidad que en ese año surgió luego del mundial de fútbol de España 1982. Aparte del torneo de liga, la Asociación de Fútbol de China Taipéi decidió crear otros tres torneos de fútbol en el país, los cuales fueron la Chung Cheng Cup (中正盃), la Li Hui-tang Cup (李惠棠盃), y la CTFA Cup (足協盃).
En la primera temporada de la liga participaron 7 equipos:
| - Flying Camel - Taipei City Bank - Taipower | - Thunderbird - Lukuang | - NTCPE FC - TPEC |

En 2006 la liga tomó el nombre de Enterprise Football League debido al parentesco del nombre con el de la liga de fútbol americano de los Estados Unidos, y al mismo tiempo, atraer patrocinadores para la liga. Fubon Financial Holding Co. se convirtió en el principal patrocinador de la liga, aunque el número de equipos participantes en la liga disminuyó de 8 a 4 por la exclusión de los equipos representantes de escuelas y colegios con el fin de crear una liga de fútbol más profesional, aunque al final solo dos equipos tenían categoría de semi-profesional: Tatung FC y Taipower FC.
En noviembre de 2007 la Asociación de Fútbol de China Taipéi anunció que la liga se jugaría hasta la temporada 2009, ya que ese año la liga sería reemplazada por la City A-League.

## Participantes
| Equipo                                        | Ciudad                          | Apariciones | Apariciones Consecutivas | Debut   | Última Aparición | Mejor Temporada                                                                                  |
| --------------------------------------------- | ------------------------------- | ----------- | ------------------------ | ------- | ---------------- | ------------------------------------------------------------------------------------------------ |
| China Taipéi* 2008 como Fubon Financial       | Tsoying, Kaohsiung              | 3           | 3                        | 2006    | 2008             | 3º (2006, 2007)                                                                                  |
| I-Shou University * 2008 como E-United Group  | Kaohsiung County                | 1           | 1                        | 2008    | 2008             | -                                                                                                |
| Ming Chuan University * 2008 como Bros Sports | Taipei City                     | 5           | 4                        | 2001-02 | 2008             | 3º (2001–02, 2004)                                                                               |
| National Sports Training Center *             | Tsoying District, Kaohsiung     | 25          | 25                       | 1983    | 2008             | 2º (1984, 1991, 2007)                                                                            |
| NTCPE FC * 2008 como Molten Tso I             | Taichung City                   | 23          | 22                       | 1983    | 2008             | 3º (1997, 2002–03)                                                                               |
| TPEC * 2008 como Hun Sing                     | Songshan District, Taipei       | 23          | 22                       | 1983    | 2008             | 6º (2005)                                                                                        |
| Taipower                                      | Fongshan City, Kaohsiung County | 25          | 25                       | 1983    | 2008             | 1º (1987, 1990, 1992, 1994, 1995, 1996, 1997, 1998, 1999, 2000–01, 2001–02, 2002–03, 2004, 2007) |
| Tatung                                        | Taipei City                     | 21          | 21                       | 1986    | 2008             | 1º (2005, 2006)                                                                                  |

* No era equipo de fútbol.

## Lista de campeones
| Temporada | Campeón          | Finalista                      | 3º Lugar                              | 4º Lugar                          |
| --------- | ---------------- | ------------------------------ | ------------------------------------- | --------------------------------- |
| 2008      | Taipower         | Tatung                         | Taiwan PE College (como Molten Tso I) | Taipei PE College (como Hun Sing) |
| 2007      | Taipower         | NSTC FC (como Kenting Chateau) | China-Taipéi (como Fubon Financial)   | Tatung                            |
| 2006      | Tatung           | Taipower                       | China-Taipéi (como China Steel)       | NSTC FC (como Fubon Financial)    |
| 2005      | Tatung           | Taipower                       | NSTC FC                               | Ming Chuan University             |
| 2004      | Taipower         | Tatung                         | MCU                                   | Taiwan PE college                 |
| 2002/03   | Taipower         | Tatung                         | Taiwan PE college                     | MCU                               |
| 2001/02   | Taipower         | Tatung                         | MCU                                   | Taiwan PE college                 |
| 2000/01   | Taipower         | Tatung                         | Wei Dan                               | Taiwan PE College                 |
| 1999      | Taipower         | Tatung                         | Lukuang                               | Taiwan PE college                 |
| 1998      | Taipower         | Taipei City Bank               | Flying Camel                          | Taiwan PE College                 |
| 1997      | Taipower         | Tatung                         | Taiwan PE College                     | Taipei City Bank                  |
| 1996      | Taipower         | Tatung                         | Taipei City Bank                      | Flying Camel                      |
| 1995      | Taipower         | Tatung                         | Taipei City Bank                      | Lukuang                           |
| 1994      | Taipower         | Taipei City Bank               | Lukuang                               | Flying Camel                      |
| 1993      | Flying Camel     | Taipower                       | Taipei City Bank                      | Tatung                            |
| 1992      | Taipower         | Tatung                         | Flying Camel                          | Lukuang                           |
| 1991      | Taipei City Bank | Lukuang                        | Taipower                              | Tatung                            |
| 1990      | Taipower         | Taipei City Bank               | Lukuang                               | Tatung                            |
| 1989      | Taipei City Bank | Flying Camel                   | Lukuang                               | Taipower                          |
| 1988      | Flying Camel     | Taipower                       | Lukuang                               | Taipei City Bank                  |
| 1987      | Taipower         | Flying Camel                   | Taipei City Bank                      | Lukuang                           |
| 1986      | Taipei City Bank | Flying Camel                   | Lukuang                               | Taipower                          |
| 1985      | Flying Camel     | Taipei City Bank               | Lukuang                               | Taipower                          |
| 1984      | Flying Camel     | Lukuang                        | Taipei City Bank                      | Taipower                          |
| 1983      | Flying Camel     | Taipei City Bank               | Taipower                              | Lukuang                           |

## Títulos por Equipo
| Club                        | Títulos | Subcampeón | Años Campeón                                                                                |
| --------------------------- | ------- | ---------- | ------------------------------------------------------------------------------------------- |
| Taipower                    | 14      | 4          | 1987, 1990, 1992, 1994, 1995, 1996, 1997, 1998, 1999, 2000–01, 2001–02, 2002–03, 2004, 2007 |
| Flying Camel                | 5       | 3          | 1983, 1984, 1985, 1988, 1993                                                                |
| Taipei City Bank            | 3       | 5          | 1986, 1989, 1991                                                                            |
| Tatung                      | 2       | 9          | 2005, 2006                                                                                  |
| NSTC FC (incluye a Lukuang) | 0       | 3          |                                                                                             |

## Ascensos y descensos
| Año  | Ascensos                         | Descensos                      |
| ---- | -------------------------------- | ------------------------------ |
| 1983 | Jinwen                           | No hubo                        |
| 1986 | Tatung                           | Jinwen                         |
| 1987 | Kun Shan                         | Taiwan PE College              |
| 1988 | Jing-feng, Taiwan PE College     | Taipei PE College, Thunderbird |
| 1989 | Taipei PE College, Jinwen        | Jing-feng, Kun Shan            |
| 1990 | Jing-feng, Thunderbird           | Taipei PE College, Jinwen      |
| 1991 | Maritime College                 | Thunderbird, Taiwan PE College |
| 1993 | Thunderbird, Jun Li Construction | No hubo                        |
| 1994 | Taiwan PE College, Hai San       | Jing-feng, Thunderbird         |
| 1995 | Thunderbird, Ming Chuan          | Taiwan PE College, Hai San     |